# Smarandache–Wellintal
Smarandache–Wellintal är inom matematiken ett heltal som i en given bas är den konkatenering av de n första primtalen i den basen. Smarandache–Wellintal är uppkallade efter Florentin Smarandache och Paul R. Wellin.
De första Smarandache–Wellintalen i basen 10 är:
2, 23, 235, 2357, 235711, 23571113, 2357111317, 235711131719, 23571113171923, 2357111317192329, 235711131719232931, 23571113171923293137, 2357111317192329313741, 235711131719232931374143, 23571113171923293137414347, … (talföljd A019518 i OEIS)

## Smarandache–Wellinprimtal
Smarandache–Wellintal som även är primtal kallas Smarandache–Wellinprimtal.
De första Smarandache–Wellinprimtalen är:
2, 23, 2357, … (talföljd A069151 i OEIS)
Det fjärde har 355 siffror och slutar med siffrorna 719.
Primtalen i slutet av konkatenering av Smarandache–Wellinprimtal är:
2, 3, 7, 719, 1033, 2297, 3037, 11927, … (talföljd A046284 i OEIS)
Index över Smarandache–Wellinprimtalen i talföljden av Smarandache–Wellintal är:
1, 2, 4, 128, 174, 342, 435, 1429, … (talföljd A046035 i OEIS)
Det 1429:e Smarandache–Wellintalet är ett sannolikt primtal med 5719 siffror som slutar med 11927, vilket upptäcktes av Eric W. Weisstein år 1998. Om det är ett bevisat primtal kommer det att bli det åttonde Smarandache–Wellinprimtalet. I mars 2009 uppvisade Weissteins sökande index för nästa Smarandache-Wellinprimtal (om det finns) är minst 22077.